# IC 4970
أي سي 4970 مجرة محدبة غير ضلعية في اتجاه كوكبة الطاووس على بعد 212 مليون سنة ضوئية 65 فرسخ فلكي من الأرض، نوع SA0 ^ - PEC . تتفاعل مع المجرة الحلزونية الضلعية إن جي سي 6872 . وقد تم اكتشافها في 21 سبتمبر 1900 من قبل الفلكي الأمريكي دي ليسلي ستيوارت..

## تفاعل مجري
المجرة أي سي 4970 المحدبة، تقع على بعد عدد قليل من الثواني من المجرة إن جي سي 6872،وكما هو معروف تتفاعل مجريا معها .